# Eriauchenius legendrei
Eriauchenius legendrei is een spinnensoort uit de familie Archaeidae. De soort komt voor in Madagaskar.